# 和歌山県立体育館
和歌山県立体育館（わかやまけんりつ たいいくかん、Wakayama Prefectural Gymnasium）は、和歌山県和歌山市中之島にある体育館である。

## 概要
1964年4月1日に和歌山県営向ノ芝球場（1953年開設、1963年閉鎖）の紀三井寺運動公園内（和歌山県営紀三井寺野球場）への移転に伴い、その跡地に開設された。
2014年秋からは改修工事を行い、外壁を塗り直し、床を張り替えたほか、空調設備やプラスチック製の席の導入などを行った。

## 利用情報
- 開館時間 - 午前9時-午後10時
- 休館日 年末年始（12月29日-1月3日）

## 交通アクセス
- JR和歌山駅より徒歩約8分

阪和線・紀勢本線・和歌山線・わかやま電鐵貴志川線
- 南海和歌山市駅より和歌山バス65系統に乗車「吉田」バス停下車すぐ

南海本線・南海和歌山港線・南海加太線・JR紀勢本線
- 駐車場あり（最大150台）